# Rafael Riaño Torrecilla
Rafael Riaño Torrecilla (Saragossa, 3 de setembre de 1976) és un futbolista aragonès, que ocupa la posició de defensa.

## Trajectòria
Va començar a destacar a les files del CD Logroñés, amb qui debuta a Segona Divisió a la campanya 98/99. Entre eixa temporada i la següent suma 34 partits amb els riojans. Quan el Logroñés perd la categoria, el 2000, fitxa per l'Albacete Balompié.
A la temporada 02/03 recala al Recreativo de Huelva. El conjunt andalús estava a primera divisió, però el defensa, tot i ser convocat, no arriba a debutar a la màxima categoria. Eixa temporada la finalitzaria a les files del CD Numancia, amb qui també disputa la temporada 03/04, sent suplent a ambdues.
A més a més, ha militat en altres equips més modestos, com ara la Vila Joiosa o la Muela.